# Achille Ardigò
Achille Ardigò (San Daniele del Friuli, 1º marzo 1921 – Bologna, 10 settembre 2008) è stato un sociologo e politico italiano.

## Biografia
Figlio di Mario Ardigò e Adelaide Bertazzoni, suo prozio era il filosofo positivista Roberto Ardigò.
Trasferitosi a Bologna già da giovanissimo, fu attivista dell'Azione Cattolica negli anni 1930, entrando poi nella Federazione universitaria cattolica italiana nel 1938.
Laureatosi in lettere e filosofia a Bologna nel 1942, fu partigiano della 6ª Brigata Giacomo Matteotti dal 1º settembre 1944 alla Liberazione operando come staffetta; fu altresì redattore, fra il dicembre 1944 e il marzo 1945, del quindicinale clandestino bolognese, cattolico e antifascista, La punta, organo della Gioventù democristiana nell'Italia occupata.
Finita la guerra, Ardigò cominciò il praticantato al quotidiano cattolico L'Avvenire d'Italia. Divenne giornalista professionista nel marzo 1947.
Successivamente entrò nella redazione di Cronache Sociali, la rivista fondata da Giuseppe Dossetti, alla quale collaborò fino al 1951. Si occupò di temi internazionali: dal piano Marshall alla crisi economica in Gran Bretagna, dal liberalismo in Svizzera al programma sociale di De Gaulle in Francia. 
Fu al fianco di Dossetti quando quest'ultimo fu consigliere comunale a Bologna (1956-1958); collaborò alla stesura del «Libro Bianco su Bologna» e alla proposta di far nascere i quartieri. Molti sono i suoi contributi teorici ed empirici all'analisi sociologica e alla ridefinizione della disciplina dopo le vicende belliche. 
Secondo Walter Beneforti, negli anni cinquanta Ardigò avrebbe collaborato dietro compenso con l'Ufficio Affari Riservati alla raccolta di informazioni sui membri del Partito Comunista Italiano, ma Ardigò ha sempre negato tale collaborazione.
Alla metà degli anni '60 fu tra i fondatori della Facoltà di scienze politiche dell'Università di Bologna (con Giuseppe Alberigo, Beniamino Andreatta, Giorgio Freddi e Nicola Matteucci), della quale fu preside fra il 1970 e il 1972. Presso la stessa Facoltà fu professore ordinario di sociologia. Dopo alcune collaborazioni con il Centro nazionale di prevenzione e difesa sociale, fece parte del comitato scientifico dell'Istituto lombardo di studi economici e sociali.
Fu il presidente dell'Associazione italiana di sociologia fra 1983 e il 1985 e commissario straordinario all'Istituto ortopedico Rizzoli.

## Opere
- A. Ardigò, Crisi economica e welfare state: tre interpretazioni e una speranza, in "La ricerca sociale", n.13, 1976.
- A. Ardigò, Toniolo: il primato della riforma sociale, Bologna, Cappelli, 1978.
- A. Ardigò, Crisi di governabilità e mondi vitali, Bologna, Cappelli, 1980.
- A. Ardigò, L. Mazzoli, Intelligenza artificiale: Conoscenza e società, Milano, FrancoAngeli, 1986.
- A. Ardigò, Per una sociologia oltre il post-moderno, Bari, Laterza, 1988.
- A. Ardigò, L. Mazzoli, L'Ipercomplessità tra socio-sistemica e cibernetiche, con contributi di M. Allione, Milano, FrancoAngeli, 1990.
- A. Ardigò, L. Mazzoli, Le nuove tecnologie per la promozione umana: Usi dell'informatica fra macro e micro comunicazioni, Milano, FrancoAngeli, 1993.
- A. Ardigò, Società e salute - lineamenti di sociologia sanitaria, Milano, FrancoAngeli, 1997.
- A. Ardigò, C. Cipolla, Percorsi di povertà in Emilia-Romagna, FrancoAngeli, 1999, ISBN 88-464-1368-7, 384 pag.
- A. Ardigò, Volontari e globalizzazione, Dehoniane, 2002, 142 pag.